# Adam Ostolski
Adam Edward Ostolski, né le 7 novembre 1978, est un sociologue et militant polonais, membre du collectif Krytyka Polityczna (La Critique Politique), ancien coprésident du parti vert polonais (2013-2016).
Dès les années 1990 il était militant écologiste. Il est membre du milieu intellectuel de gauche Krytyka Polityczna depuis sa fondation en 2002. Militant du parti vert polonais Zieloni, il est élu coprésident (avec Agnieszka Grzybek) le 3 mars 2013. En 2019, il se retire de la politique.
Il enseigna à l'université de médecine de Varsovie en 200-9-2013, depuis 2013 il enseigne à l'université de Varsovie (Faculté de sociologie).